# Joachim Lindner (Jurist)
Joachim Lindner (* 30. April 1946 in Meißen) ist ein deutscher Jurist und Richter.

## Leben
Lindner wurde als Sohn des kriegsversehrten Uhrmachermeisters Kurt Lindner geboren. Er begann seine Schulausbildung auf der Volksschule in Meißen. Nachdem seine Familie 1955 aus der DDR geflohen war, besuchte er die Volksschulen in Schupbach und in Darmstadt. Anschließend ging er dort an die kaufmännische Berufsschule und trat 1962 am Beginn seiner Ausbildung zum Verwaltungsfachangestellten in die ÖTV ein. Bereits während seiner Ausbildung, die er 1967 als Verwaltungsinspektor abschloss, besuchte er das Abendgymnasium, an dem er 1969 das Abitur absolvierte.
Lindner begann nach dem Abitur das Studium der Rechtswissenschaft an der Johann Wolfgang Goethe-Universität Frankfurt am Main. Er war in dieser Zeit, bis zu seinem Ersten Staatsexamen 1974 Stipendiat der Friedrich-Ebert-Stiftung. Danach ging er nach Bremen. Dort wirkte er als Wissenschaftlicher Mitarbeiter an der einphasigen Juristenausbildung mit, bevor er 1981 Richter am Verwaltungsgericht Bremen und von dort 1988 an das Bundesverwaltungsgericht nach Berlin abgeordnet wurde.
Lindner ging nach der Wende nach Thüringen. Dort wurde er 1994 zum Richter am Thüringer Oberverwaltungsgericht ernannt, 1998 zum Vorsitzenden Richter und schließlich 2007 Vizepräsidenten des Gerichts. Ende Mai 2010 wurde Lindner vom Thüringer Landtag im zweiten Wahlgang zum Präsidenten des Thüringer Verfassungsgerichtshofs, als Nachfolger von Harald Graef, gewählt. Er schied 2014 altersbedingt aus dem Amt und wurde durch Manfred Aschke abgelöst.

## Publikationen
- mit Manfred Baldus, Joachim Linck, Holger Poppenhäger, Matthias Ruffert (Hrsg.): Die Verfassung des Freistaats Thüringen. Handkommentar, Nomos, Baden-Baden 2013, ISBN 978-3-8329-7245-5.
- Wissenschaftliche Legitimationen in der juristischen Ausbildungsreform durch Begleitforschung?, in: Kritische Justiz, Jahrgang 14 (1981), S. 77 ff.